# Julio Palencia Tubau
Julio Palencia y Àlvarez - Tubau (1884 - 25 de març 1952) va ser un diplomàtic espanyol que, des del seu lloc com a Ministre de l'Ambaixada d'Espanya a Sofia (1940-1943) va denunciar la legislació antisemita del govern búlgar - que afectava 50.000 jueus - i va intercedir davant Bulgària i Alemanya per a protegir els drets i béns de 150 jueus sefardites. Es va enfrontar sense èxit amb les autoritats nazis per a evitar l'execució del jueu Leon Arie, els fills del qual va adoptar perquè poguessin sortir i retrobar-se amb la seva mare. L'ambaixador d'Alemanya a Sofia va qualificar Julio Palencia de «fanàtic anti-alemany» i «amic dels jueus».
Julio Palencia i altres diplomàtics espanyols que com ell, van ajudar els jueus a fugir de l'Holocaust van ser rescatats de l'oblit l'any 2000 quan el Ministeri d'Afers Exteriors d'Espanya va dedicar una pàgina web a la seva memòria, anomenada Diplomáticos españoles durante el Holocausto, sent Ministre Abel Matutes.
Posteriorment, l'any 2007, van ser homenatjats un altre cop en una exposició titulada Visados para la libertad organitzada per la Casa Sefarad a Madrid.
Julio Palencia, Bernardo Rolland de Miota i Sebastián Romero Radrigales han estat proposats l'any 2008 per la Fundació Raoul Wallenberg per a ser designats com a Justos entre les Nacions, distinció que l'estat d'Israel a aquelles persones que no sent de confessió o ascendència jueva, van ajudar els jueus víctimes de la persecució antisemita durant el Tercer Reich.